# Torre d'en Galmés

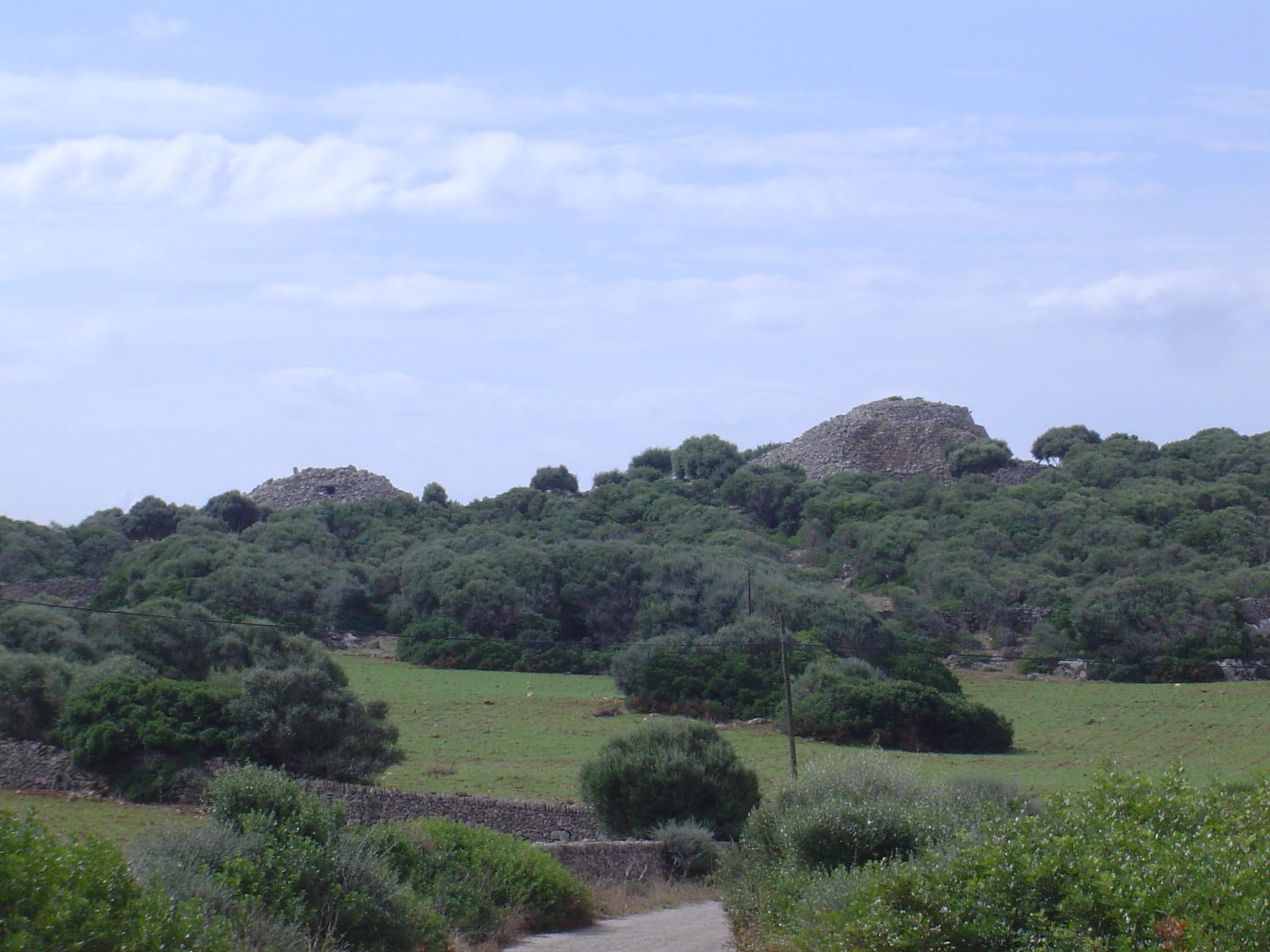
Els poblats talaiòtics eren construïts en llocs elevats per facilitar-ne la defensa i exercir la vigilància del territori. A Torre d'en Galmés (vista nord), en sobresurten dos talaiots en la fotografia

Torre d'en Galmés o d'en Gaumés és un poblat talaiòtic menorquí al terme municipal d'Alaior. Va estar ocupat sobretot durant l'època talaiòtica i el període posttalaiòtic. S'hi accedeix per la carretera que va des d'aquest poble fins a la platja de Son Bou, agafant el trencant del camí de sa Torre. El poblat està sobre una petita elevació, de poc més de cent metres d'alçada, que es dreça sobre la plataforma miocena que ocupa la meitat sud de l'illa. Es tracta del poblat talaiòtic més gran de les Illes Balears, superant una extensió de 62.000 m², i constituïa, amb tota probabilitat, un centre de poder des del qual es dominava una extensa zona de camps de conreu.

## Història

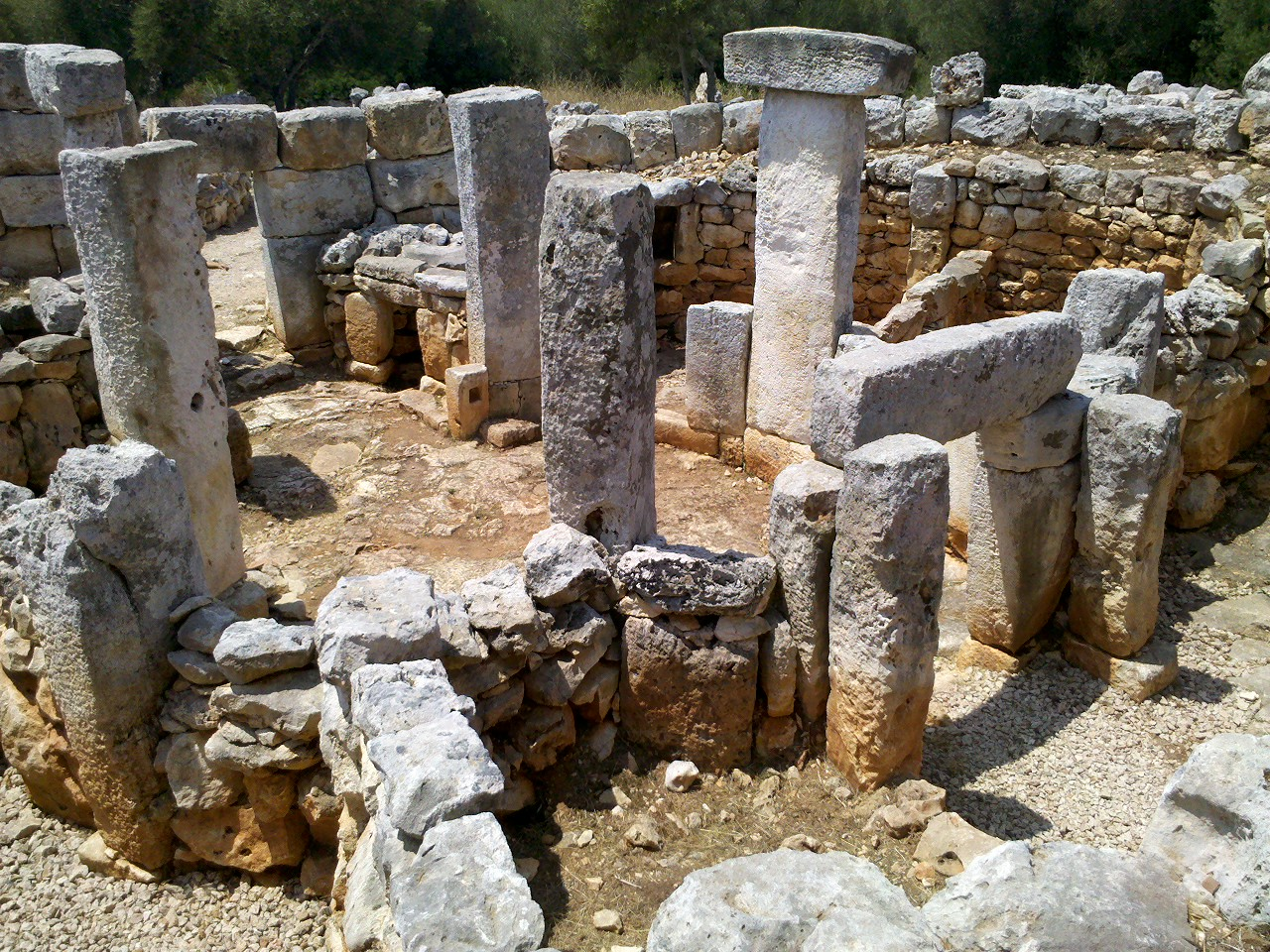
Vista de l'interior del Cercle Cartailhac

A la part alta del jaciment, s'hi han detectat restes ceràmiques que permeten constatar una ocupació humana de l'indret en època pretalaiòtica. Més endavant, ja en època talaiòtica, l'assentament va anar creixent cap al sud, ocupant gradualment les zones més baixes de la falda del turó. Durant aquesta època, s'hi varen construir els edificis més característics de la cultura talaiòtica i posttalaiòtica: tres talaiots, un recinte de taula i un bon nombre de cercles d'habitació posttalaiòtics i sales hipòstiles.
Cap a final del segle iii aC, s'abandonen algunes parts del poblat, com a conseqüència potser de la Segona Guerra Púnica i l'arribada a Menorca del general cartaginès Magó. Malgrat tot, hi ha proves que, durant l'època romana, l'assentament encara estava densament poblat. Va continuar actiu, de fet, durant bona part de l'edat mitjana, quan l'illa era sota domini musulmà. Es va abandonar, probablement, amb la conquesta de Menorca per la corona d'Aragó del 1287.

## Troballes
Pel que fa als materials arqueològics recuperats en aquest jaciment, en destaca una figura de bronze del déu egipci Imhotep, trobada a l'interior del recinte de taula. Es tracta de l'única figura d'aquestes característiques trobada en context arqueològic, fora d'Egipte. Els objectes que acompanyaven la troballa fan pensar que, a Torre d'en Galmés, hi va habitar algú que coneixia els rituals relacionats amb el culte a Imhotep.
Hi treballen, de manera regular, un equip d'arqueòlegs vinculats al Museu de Menorca i l'Associació d'Amics del Museu de Menorca; així com un altre pertanyent a la Universitat de Boston. El jaciment està museïtzat i obert al públic, i conté un centre d'interpretació per a ajudar el visitant a entendre les restes conservades.

## Elements del poblat
Al poblat, hi ha una gran varietat d'estructures construïdes i excavades a la roca, la major part molt monumentals i ben conservades: tres talaiots, un sistema de recollida d'aigües pluvials, tres sales hipòstiles, un recinte de taula, uns vint-i-set cercles d'habitació posttalaiòtics i diverses coves.
Els tres talaiots són a la part alta del turó. Presenten una forma aproximadament troncocònica i estan construïts amb pedra en sec, amb carreus de dimensions no gaire grans. Entre els talaiots, sembla conformar-s'hi un espai buit que hauria pogut funcionar com a espai públic.
A prop dels talaiots, s'hi dreça el recinte de taula. L'element central d'aquest santuari, amb planta en forma de ferradura, era originalment una gran "T" de pedra formada per dues lloses superposades, encara que la llosa vertical està trencada. Aquesta presenta unes dimensions d'1,95 m d'alçada, 1,50-1,60 m de llarg, 0,40 m de gruix. La pedra capitell, d'1,18-1,25 m d'alçada, 2,32 m de llargada i 0,65 m de gruix, està tombada davant la pedra suport, i es va reutilitzar com a sepultura en època tardoromana o medieval.

## Habitatges
Es conserva una gran quantitat d'habitatges coneguts com a cercles d'habitació posttalaiòtics a causa de la seva planta amb forma de tendència circular i que són típics i exclusius de l'edat del ferro a Menorca. El mur perimetral està construït amb doble parament. A l'exterior, s'hi drecen grans lloses verticals sobre un petit sòcol de pedres planes, mentre que la cara interna es va construir amb pedres més petites, disposades en filades més o menys regulars. Els murs de compartimentació interna, en canvi, es van construir amb la tècnica del parament simple, i presenten molts cops molins de mà reaprofitats com a material constructiu.
L'accés a l'habitatge està sempre orientat al sud, i dona pas a un petit passadís que permet accedir a un pati central. Des d'aquest pati, s'accedia a les diferents habitacions de la casa, disposades de manera radial. En aquest espai descobert, normalment al costat est, s'hi disposava la llar de foc. El pati està delimitat per tot un seguit de columnes de grans dimensions, normalment monolítiques, que servien per a aguantar el sostre.
Alguns d'aquests habitatges han estat excavats i restaurats al llarg de les darreres dècades per part de diversos equips d'arqueòlegs, fet que ha permès conèixer-ne amb detall l'estructura. Així, la casa coneguda com a Cercle 7, va ser excavada i restaurada entre els anys 2005 i 2010 per part d'un equip vinculat al Museu de Menorca i l'Associació d'Amics del Museu de Menorca. Sembla que aquest habitatge va ser abandonat de manera sobtada cap a finals del segle iii aC, fet que tal vegada es pot relacionar amb la Segona Guerra Púnica. El Cercle Carthaillac, que rep aquest nom per l'arqueòleg francès Émile Cartailhac, que el va descriure en una de les seves obres, també s'ha excavat i restaurat, de manera que constitueix un bon exemple dels habitatges típics de l'edat del ferro a Menorca, tot i que presenta uns trets lleugerament més monumentals que no és habitual.
En algunes d'aquestes cases, s'han trobat proves de reutilitzacions d'època romana i medieval, que van implicar la reorganització del seu espai intern.

## Sistema de recollida d'aigua

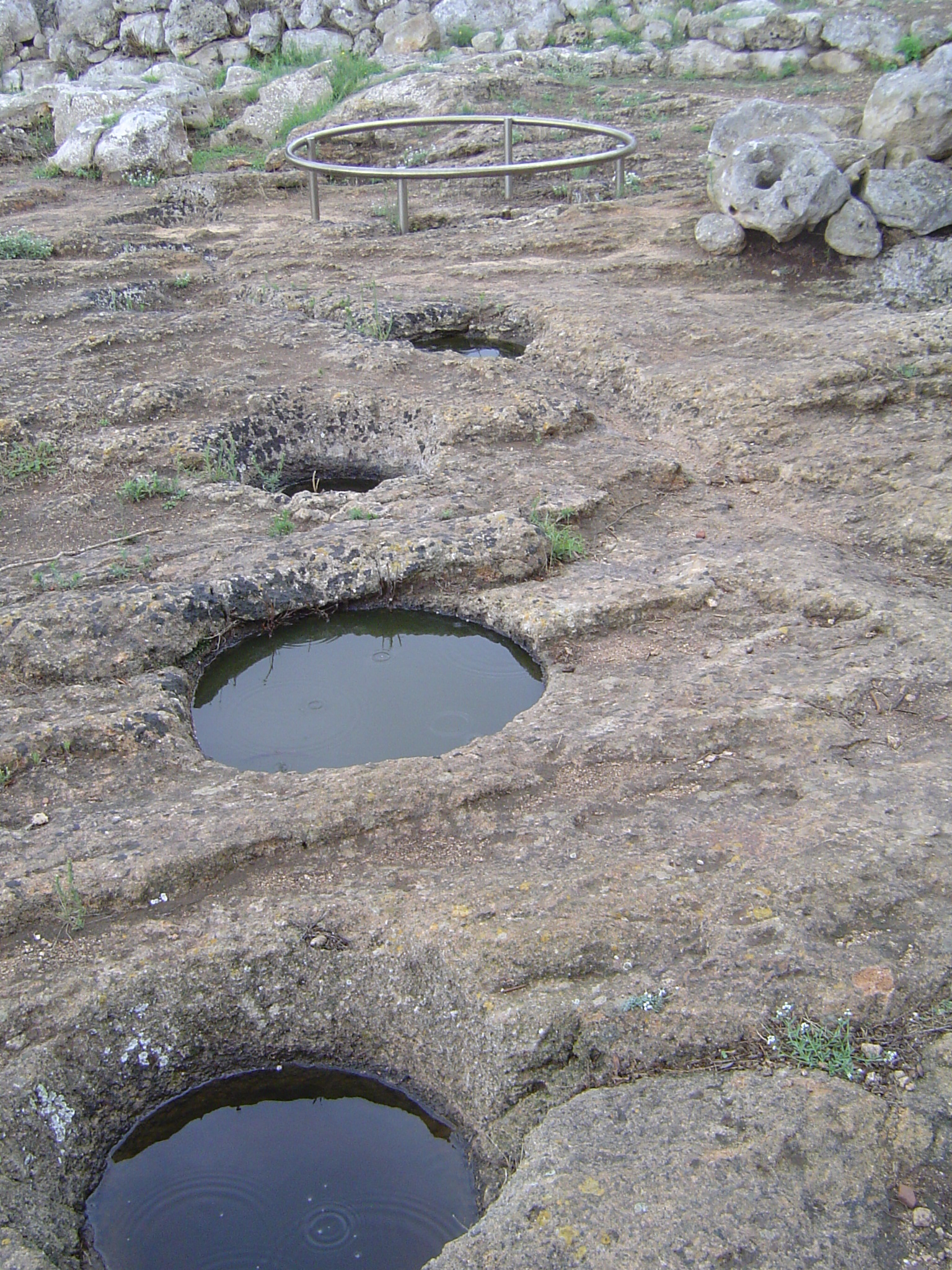
Una part del sistema de decantació i recollida d'aigües pluvials excavat a la roca de Torre d'en Galmés

Igualment rellevant és el sistema de recollida, decantació i emmagatzematge d'aigua pluvial de la part sud del poblat, format per una sèrie de canals, depressions i cisternes excavades a la roca, tot i que també es va reutilitzar un antic hipogeu pretalaiòtic com a aljub. L'aigua de pluja corria per les canals, i es dipositava de manera successiva en petites depressions circulars on es decantaven els sediments en suspensió, permetent que l'aigua entrés a les cisternes més o menys neta.

## La reocupació medieval del jaciment

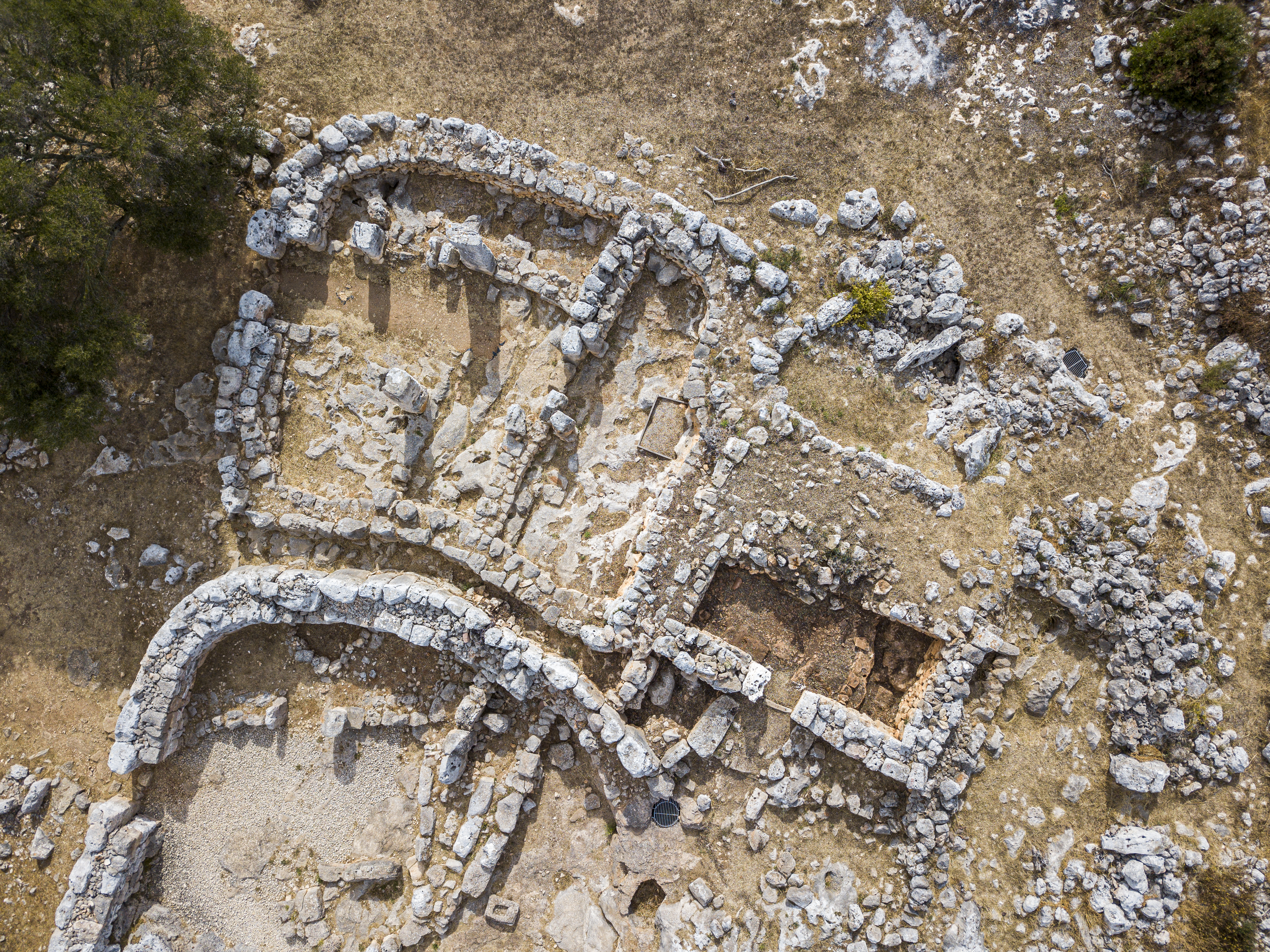
La cuina andalusina construïda sobre les estructures talaiótiques

En els últims anys s'han documentat i excavat diverses estructures medievals que posen de manifest la reocupació andalusina d'aquest jaciment. Concretament, s'ha excavat una cuina i un rebost del segle xiii, així com altres dos espais utilitzats segurament com a zones d'hàbitat. Les cases medievals es construeixen sobre l'ensorrament de les cases talaiòtiques, utilitzant els grans blocs de calcària per als murs. Després, es cobreixen amb teula i s'encalen, almenys per dins. El 1287, les tropes d'Alfons III conquisten l'illa i el jaciment s'abandona de manera precipitada. Entre les troballes, destaquen objectes de la vida quotidiana com olles, gerres, safes, llums d'oli, etc. així com una jogueta zoomorfa i un parell de sivelles de bronze. Es va recuperar també un amulet de plom amb una sura de l'Alcorà, exposat en el Museu de Menorca.

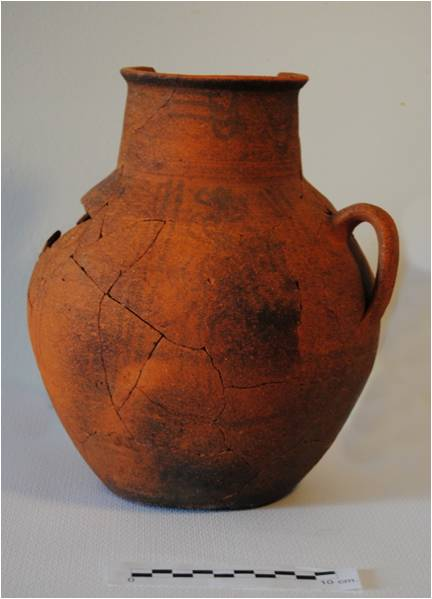
Gerreta pintada trobada a la cuina.